# Avannaa

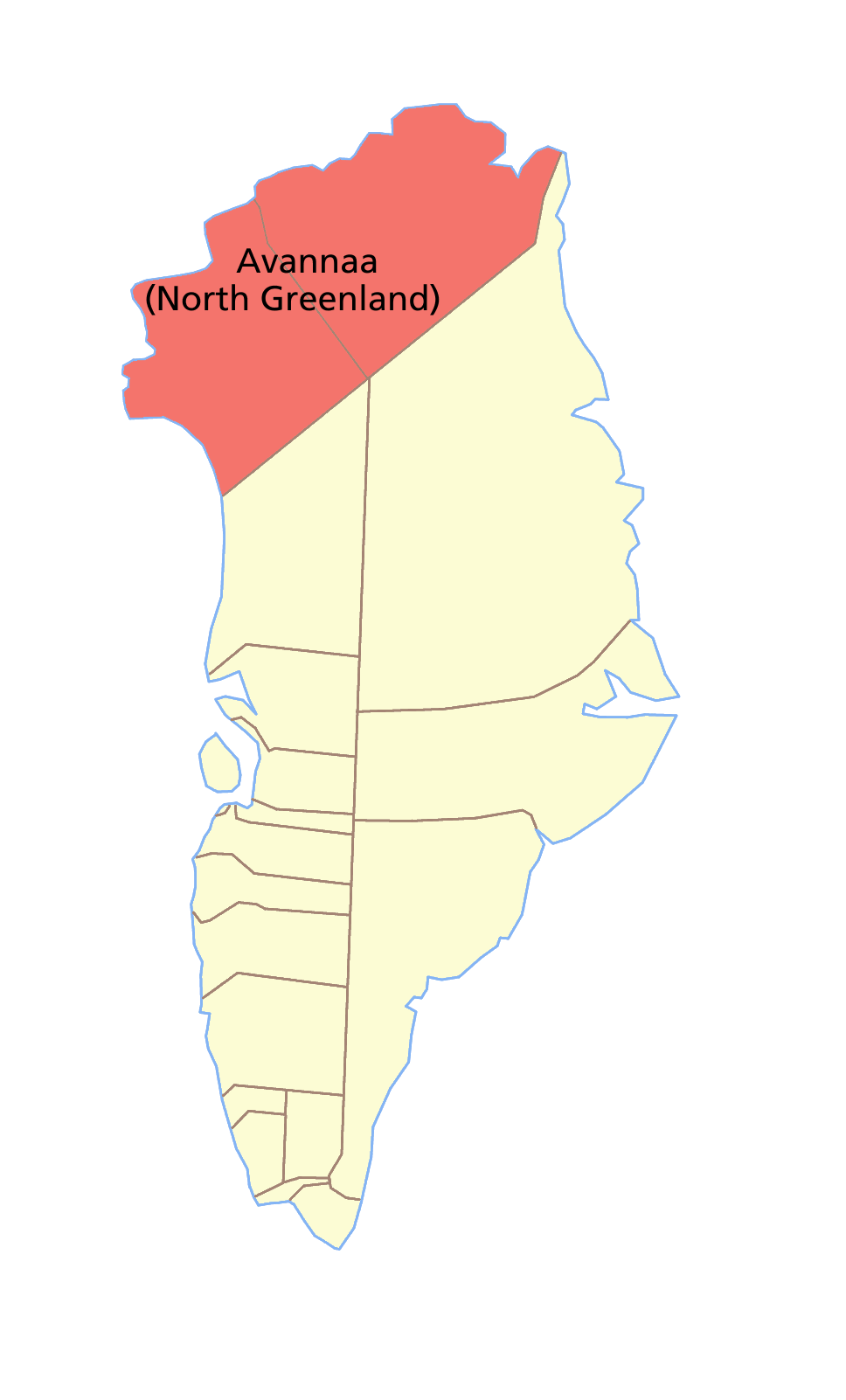
Karta

Avannaa eller Nordgrønland var ett av Grönlands amt fram till kommunreformen 2009. Huvudort var Qaanaaq, som också var den enda kommunen i amtet.
Det var den glesast befolkade administrativa divisionen i världen med 843 invånare boende på 106 700 km² isfri mark, vilket utgör en befolkningstäthet på 0,0079 invånare per kvadratkilometer.
Utöver kommunen Qaanaaq låg även den amerikanska flygbasen Thule Air Base i området.